# 松村邦洋のひとり電波
『松村邦洋のひとり電波』（まつむらくにひろのひとりでんぱ）は、1997年11月に日本テレビでフィラーの時間帯に放送されたバラエティ番組。

## 概要
『進め!電波少年』末期、猿岩石の「ユーラシア大陸ヒッチハイク横断」などの若手主体の体当たり企画が好評を博し、それまで番組名物だった松村邦洋のアポ無し取材がほとんどお蔵入りとなる。これを受け、松村が1997年11月2日放送の番組内で、「深夜（枠）でいいからVTRを流してくれー、『ひとり電波』ってタイトルで」と嘆いたことがきっかけで、スタッフが急遽制作した番組であり、日本テレビが放送終了となる時間帯に放送された。
なお、番組タイトルは松本人志の『一人ごっつ』に由来する。

## 放送時間
- 第1回 1997年11月7日 午前4時26分 -
- 第2回 1997年11月10日 午前3時55分 -

いずれも当時の新聞のテレビ欄には「（この時間で）放送終了」と書かれてあった。
1997年11月16日放送の『進め!電波少年』内で、『ひとり電波』視聴者からの批判・抗議意見があったため、わずか2回で終了した。

## 電波少年ヨーデルまつり
『ひとり電波』から1年半後の1999年3月28日深夜3時15分（29日未明）から、『電波少年ヨーデルまつり』という15分間の特番が深夜のフィラーの時間に放送された。当初はこのタイトルで21時から放送する予定だったが、直前に『電波少年はだかまつり』というタイトルに変更されたため、この時間での放送となる。
内容はヨーデルの音楽とアルプスの風景が映り、最後になすびがVTRを鑑賞しているシーンで終わる。その後、木村匡也のナレーションで「ご清聴ありがとうございました」の声と「製作著作 日本テレビ」とテロップが流れ、放送終了となった。